# La Plana (Santa Maria d'Oló)

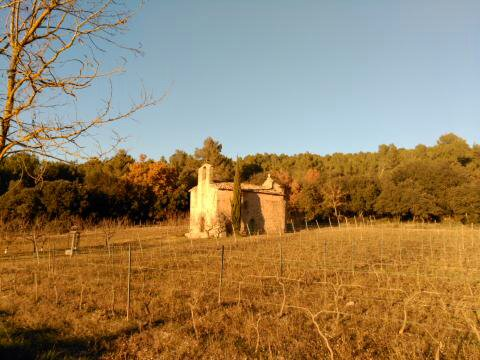
Ermita de Santa Creu de la Plana

El Mas la Plana és una masia de Santa Maria d'Oló (Moianès) inclosa a l'Inventari del Patrimoni Arquitectònic de Catalunya.

## Descripció
La casa consta d'una planta baixa, dos pisos i unes golfes. La cara que mira cap a la capella de Santa Creu de la Plana presenta una façana amb dos cossos ben diferenciats : el cantó esquerre amb finestres, i el dret amb una mitja eixida porxada obrada amb arc escarsers.
La casa està orientada a migdia i coberta amb una teulada a doble vessant.
Una filada de totxos separa els diferents pisos. Les obertures són nombroses i en el segon pis s'obren tres balcons. Tant la porta com les finestres tenen uns arcs de descarrega per tal de repartir el pes. Els baixos estan coberts amb una volta de totxo i els pisos amb un embigat de fusta. Les cantoneres estan molts ben obrades amb carreus grans de pedra picada. La resta de l'aparell és molt irregular i no està disposat en filades.

## Història
El lloc de la Plana apareix documentat el 1112 amb el nom de "In Plana De Tresvigs".
La casa actual és molt nova i s'ha de situar com una construcció de la 2ª meitat del segle xix. En una pedra de llinda hi ha la inscripció de Isidro Casamitjana 1868.